# Apogonia convexa
Apogonia convexa är en skalbaggsart som beskrevs av Moser 1917. Apogonia convexa ingår i släktet Apogonia och familjen Melolonthidae. Inga underarter finns listade i Catalogue of Life.